# The Burial
The Burial es una película de drama legal estadounidense de 2023 dirigida por Maggie Betts y escrita por Betts y Doug Wright. Se basa libremente en la historia real del abogado Willie E. Gary y la demanda del empresario Jeremiah Joseph O’Keefe contra la compañía funeraria Loewen, como se documenta en el artículo del mismo nombre del New Yorker de 1999 escrito por Jonathan Harr. Está protagonizada por Jamie Foxx como Gary, Tommy Lee Jones como O’Keefe, Jurnee Smollett, Mamoudou Athie y Bill Camp.
Se estrenó en el Festival Internacional de Cine de Toronto el 11 de septiembre de 2023 y fue estrenada por Amazon MGM Studios de forma limitada el 6 de octubre de 2023, antes de estrenarse en streaming a través de Prime Video el 13 de octubre de 2023.

## Reparto
- Jamie Foxx como Willie E. Gary[3]
- Tommy Lee Jones como Jeremiah O'Keefe[3]
- Jurnee Smollett como Mame Downes[4]
- Alan Ruck como Mike Allred[5]
- Mamoudou Athie como Hal Dockins[6]
- Pamela Reed como Annette O'Keefe[7]
- Bill Camp como Raymond Loewen[8]
- Amanda Warren como Gloria Gary[7]
- Dorian Missick como Reggie Douglas[7]
- Lance E. Nichols como James E. Graves Jr.[9]
- Billy Slaughter como Robert Sperry[10]

## Producción
La película es una adaptación del artículo de Jonathan Harr «The Burial», publicado en 1999 por The New Yorker. En marzo de 2018, Amazon Studios anunció que estaba desarrollando la película con Doug Wright como autor del guion y Alexander Payne en conversaciones para dirigir. En noviembre de 2020, Maggie Betts se incorporó para dirigir, con Jamie Foxx como protagonista y productor. En octubre de 2021, Tommy Lee Jones se unió al elenco en un papel para el que se consideraba a Harrison Ford. En noviembre, Jurnee Smollett se incorporó al reparto. El rodaje tuvo lugar en Nueva Orleans a partir de marzo de 2022.

## Estreno
The Burial se estrenó en el Festival Internacional de Cine de Toronto el 11 de septiembre de 2023. Fue estrenada por Amazon MGM Studios de forma limitada el 6 de octubre de 2023, antes de estrenarse en streaming a través de Prime Video el 13 de octubre de 2023.